# Neoregelia kautskyi
Neoregelia kautskyi är en gräsväxtart som beskrevs av Edmundo Pereira. Neoregelia kautskyi ingår i släktet Neoregelia och familjen Bromeliaceae. Inga underarter finns listade i Catalogue of Life.

## Bildgalleri

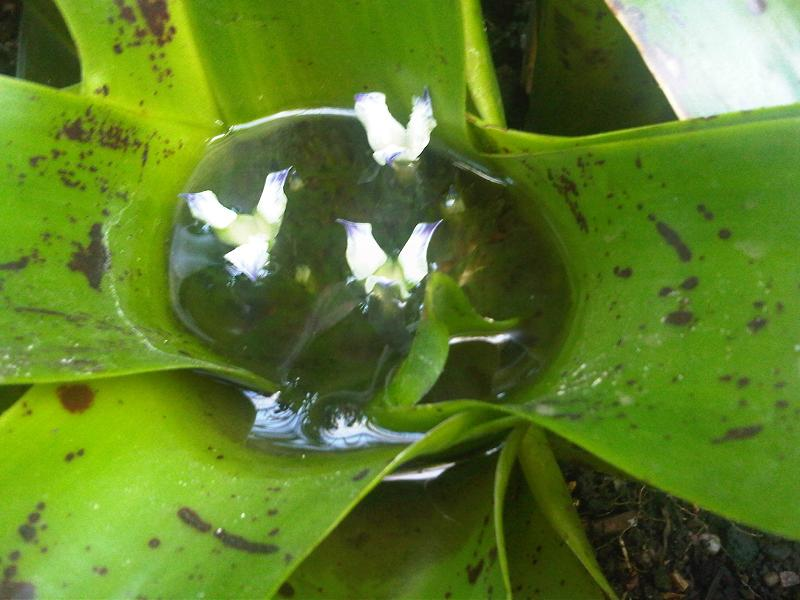
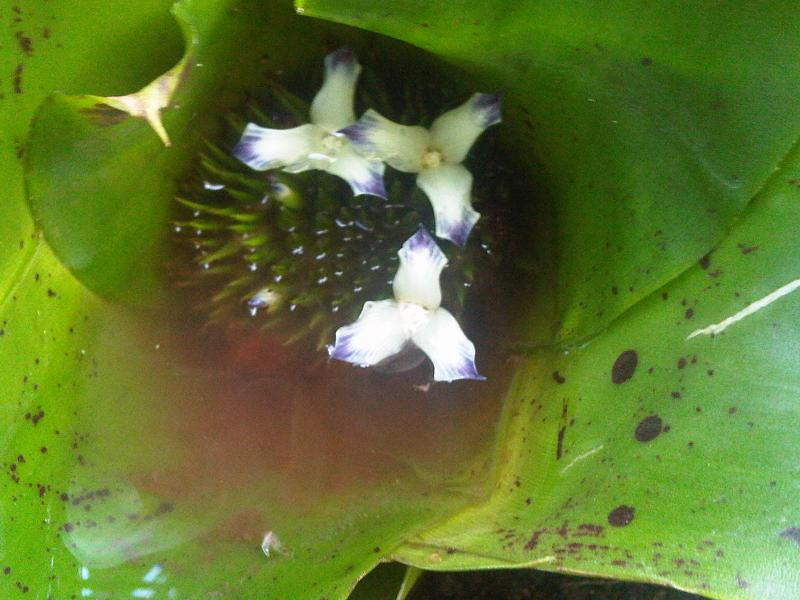
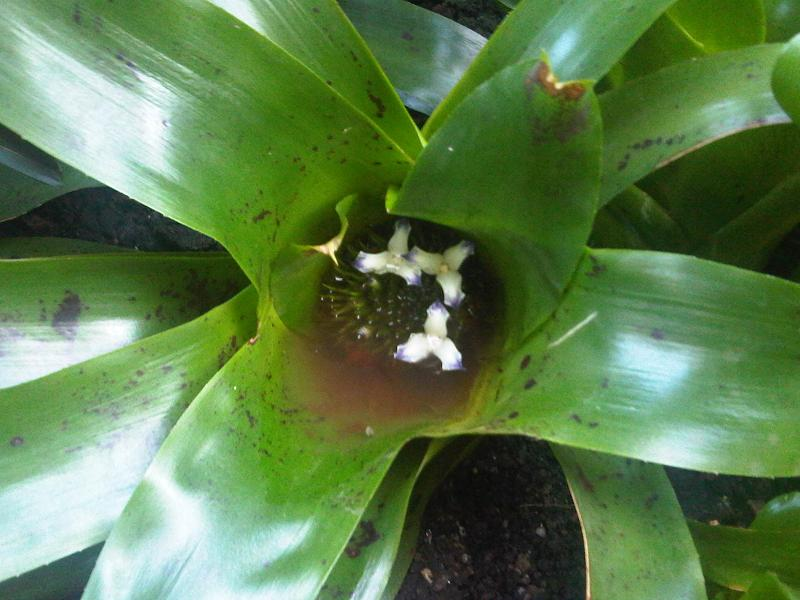
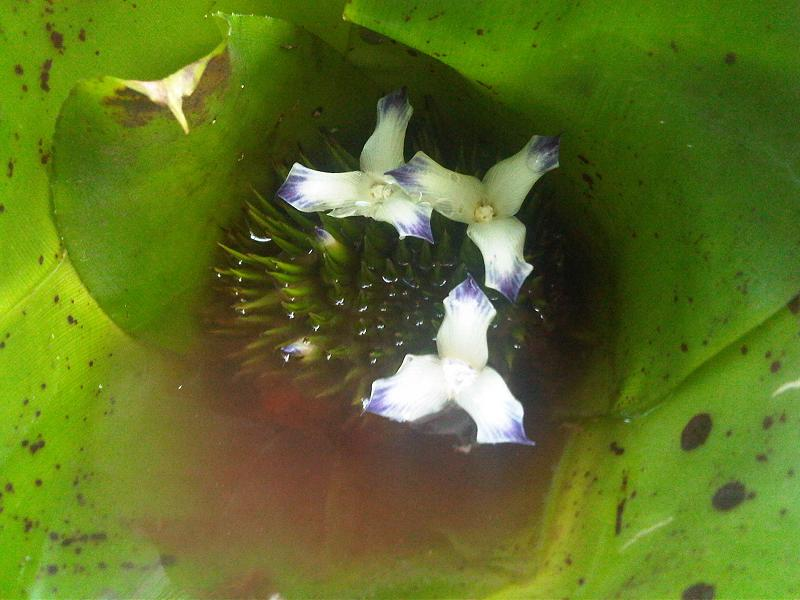